# 邵畯
邵畯（1526年—？），字子喜，浙江紹興府餘姚縣人，民籍，明朝政治人物。

## 生平
嘉靖二十八年（1549年）己酉科浙江鄉試第三名舉人，三十八年（1559年）中式己未科會試第一百十二名，二甲第三十名進士。授刑部主事，升員外郎，四十二年（1563年）九月因與道士龔中佩飲酒，被杖六十，黜為民。隆慶元年（1567年）起為西安府知府，四年（1570年）八月升遼東行太僕寺卿兼山東按察司僉事。

## 家族
曾祖邵禮，知縣；祖父邵孟甫；父邵丕，府經歷。母陳氏。永感下。兄邵疇，從兄邵稷，監察御史。族兄邵漳，江西布政使司左參議；邵沺；邵㴓。族弟邵涷；邵漣；邵溒，嘉靖三十一年舉人、知縣。